# Col du Dôme
Ne doit pas être confondu avec Col des Dômes.
Le col du Dôme est un col qui se situe dans le massif du Mont-Blanc, intégralement en France selon le point de vue français ou frontalier selon les revendications italiennes.

## Géographie

### Topographie
Il se trouve à 4 236 ou 4 240 mètres, d'altitude, entre le dôme du Goûter qui lui a donné son nom au nord-ouest à 4 304 mètres d'altitude et l'arête des Bosses au nord-est à 4 547 mètres d'altitude et au-delà le mont Blanc à 4 806 mètres d'altitude. Il s'ouvre au nord-nord-est sur le glacier des Bossons débouchant dans la vallée de Chamonix et au sud-sud-ouest sur le glacier du Dôme débouchant sur le val Vény en Vallée d'Aoste.

### Administration
Selon le point de vue de la France, le col est situé à la limite communale entre les Houches et Saint-Gervais-les-Bains qui forme ici une ligne droite entre le dôme du Goûter et le refuge Vallot. Selon ce point de vue, la frontière avec l'Italie passerait ainsi à 180 mètres au sud-ouest, pratiquement en ligne droite,. Cette situation est contestée par l'Italie qui revendique un tracé passant par la ligne de partage des eaux, c'est-à-dire plus au nord, par l'arête des Bosses, le col du Dôme et le dôme du Goûter,.

## Histoire

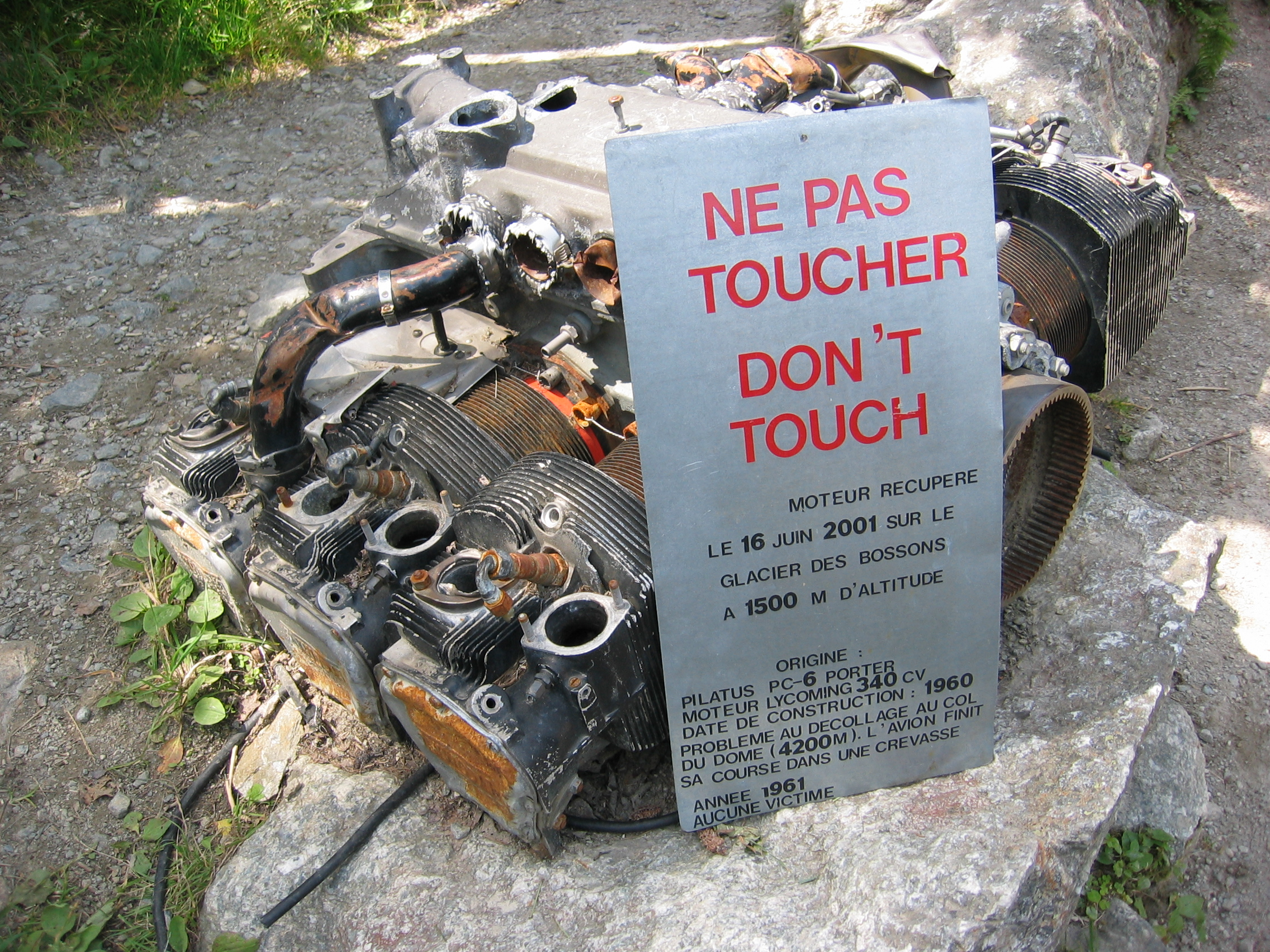
Moteur Lycoming du Pilatus PC-6 qui s'est écrasé en 1961 au col du Dôme.

Le 2 septembre 1961, au cours d'un entraînement, un Pilatus PC-6 de la compagnie Air Alpes ne parvient pas à redécoller du col du Dôme et finit sa course dans une crevasse. L'équipage est sauf mais l'appareil est détruit. Son moteur fait sa réapparition en 2001 sur le glacier des Bossons, à environ 1 500 mètres d'altitude — soit 2 700 mètres plus bas ; il est depuis exposé au chalet du Glacier des Bossons, un restaurant d'altitude situé au pied du glacier et dont le propriétaire en est le découvreur.
Le sort de cet appareil est similaire à celui du Malabar Princess qui s'est écrasé en 1950 aux rochers Foudroyés et à celui du vol Air India 101 qui s'est écrasé en 1966 au rocher de la Tournette et dont les restes sont régulièrement retrouvés au glacier des Bossons.

## Activités

### Alpinisme

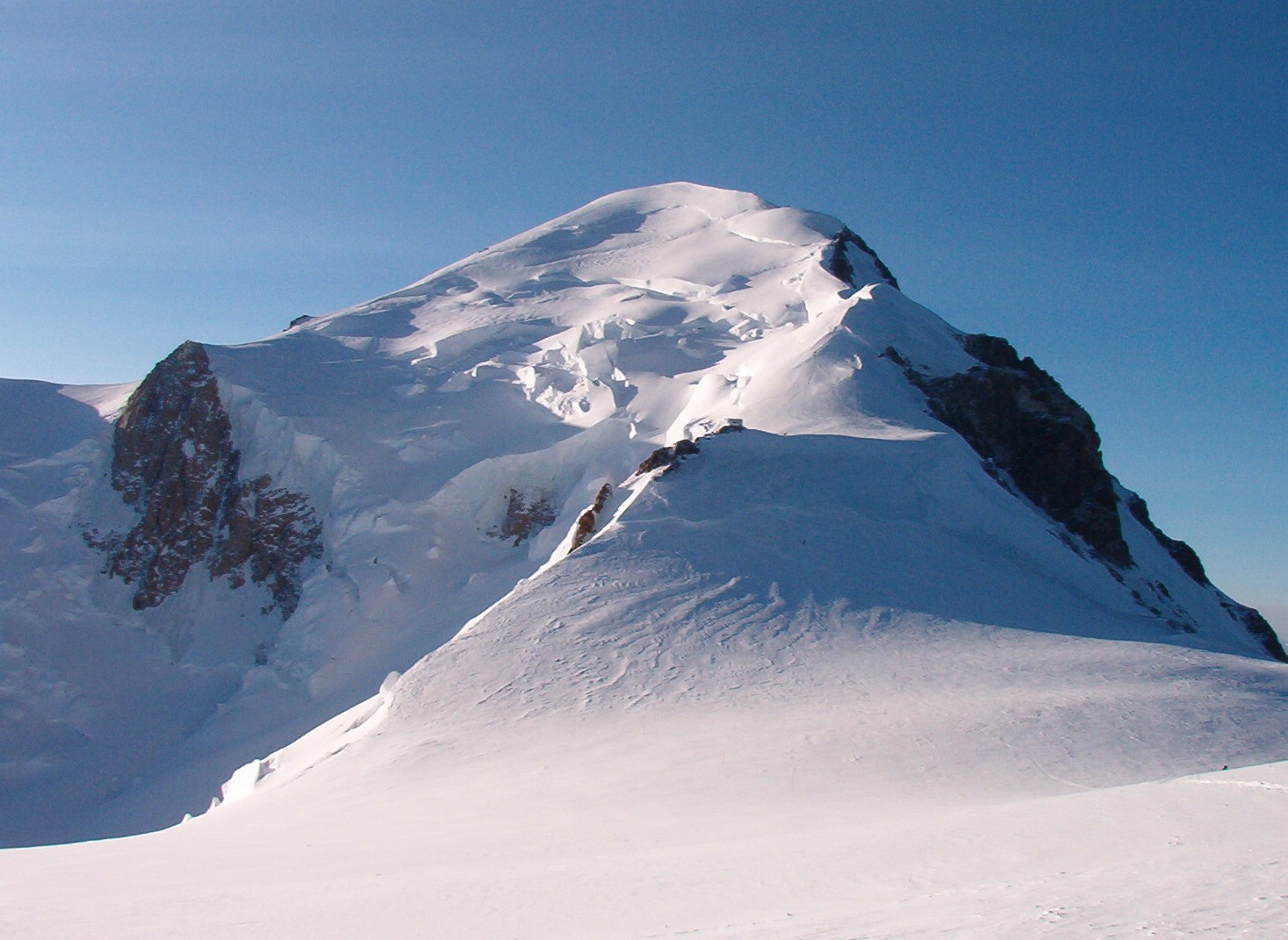
Vue depuis le sommet du dôme du Goûter du col du Dôme, du refuge Vallot, de l'arête des Bosses et du sommet du mont Blanc qui constituent la Voie royale pour son ascension au-delà du refuge du Goûter.

Un itinéraire d'alpinisme permet d'accéder au col depuis la vallée de Chamonix via le refuge des Grands Mulets et le glacier des Bossons. Toutefois, les alpinistes transitent par le col en grande majorité par la ligne de crête via le dôme du Goûter et le refuge Vallot afin de réaliser l'ascension du mont Blanc car il est situé sur la Voie royale via le refuge du Goûter depuis le Nid d'Aigle.
Cet itinéraire par le col du Dôme pour gagner le sommet du mont Blanc n'est pas nouveau puisque c'est la voie privilégiée par Michel Paccard guidé par Jacques Balmat pour la première ascension de la montagne le 8 août 1786. Le col avait notamment été le lieu de rendez-vous de deux groupes partis en reconnaissance depuis Chamonix et Bionnassay en juin 1786 lors d'une première tentative d'ascension.

### Recherche
L'épaisseur de glace présente au col et sa proximité avec le refuge Vallot en font un lieu privilégié pour la glaciologie et l'extraction de carottes de glace réalisée par des glaciologues de l'Institut des géosciences de l'environnement qui utilisent le refuge Vallot comme base scientifique. Le site est notamment sélectionné pour être le premier à fournir une carotte — de 130 mètres de longueur — dans le cadre de la constitution d'une bibliothèque de carottes de glace provenant de différents glaciers du monde et stockées en Antarctique.